# Idioma rumano en Voivodina
La lengua rumana es una de las seis lenguas oficiales en la provincia serbia de Voivodina. El uso oficial de la lengua rumana está determinado en Voivodina por ley, y se estableció a nivel provincial en los órganos de la provincia autónoma de Voivodina, así como a nivel local en ocho municipios.

## Uso en los medios de comunicación
La Provincia Autónoma de Voivodina facilita la información pública de los ciudadanos en idioma rumano, según el Estatuto de la APV, en el artículo 15. El Gobierno financia parcialmente periódicos diarios y semanales en los idiomas de las minorías nacionales, entre ellos el rumano Libertatea semanal (Pančevo). Otras publicaciones incluyen Tinereţea rumano (emitido por el grupo Libertatea) y Cuvântul Românesc (Vršac). Radio Novi Sad, y TV Novi Sad, ambas secciones en idioma rumano, la radiodifusión rumano destina 6 horas al día en la radio y de una a una hora y media diaria en la televisión. La BBC en rumano es retransmitido por Radio FAR en Alibunar en FM. También, Voivodina recibe el canal 1 (În directa, România), de Radio România Internaţional (24/24), y la estación de televisión nacional rumana TVR1. Asimismo, más canales en rumano puede ser recibidos por el servicio DTH ofrecido por el la filial serbia de la empresa de telecomunicaciones rumana RCS y RDS (Digi TV), de la siguiente manera: Antena 1, Minimax Rumania, Jetix, UTV, DDTV, OTV, La civilización, Discovery, Discovery Science, Discovery Travel & Living, Animal Planet, Animax, Zona de la Realidad, National Geographic Channel, Eurosport, Historia Viasat Explorer y Viasat en el paquete base, así como Internaţional Pro TV, Antena 3, Realitatea TV, TVS Oradea, TVS Craiova, Etno TV, Favorit TV, Taraf de TV en un paquete especial de Rumania. 
Victoria, una radio de 24 horas en idioma rumano se puso en marcha en 2006. Emite en 96,1 FM formatos informativos, musicales y culturales, siendo la única minoría de radio en idioma rumano en Serbia radiodifusión 24/7. La estación de radio también puede ser escuchada a través de Internet.

## Uso provincial
Entre otros, las decisiones y las leyes establecidas por la Asamblea de la Provincia Autónoma de Voivodina, los boletines y las publicaciones de la Asamblea y del Consejo Ejecutivo, así como otros actos de interés provincial promocionados por las autoridades de la República de Serbia deben ser todos traducidos al rumano. También sesiones de la Asamblea son traducidas simultáneamente al rumano.
El Secretariado Provincial para Regulaciones, Administración y Minorías Nacionales, a través de sus secciones y departamentos, recoge y analiza datos sobre el ejercicio de los derechos de las minorías nacionales en los ámbitos de la cultura, la educación, la información, el uso oficial de las lenguas y los alfabetos así como vela por el orden de las leyes que establece esto. El Secretariado también prepara materiales que son publicados en la "Gaceta Oficial de la Provincia Autónoma de Voivodina", en lengua serbia y en las lenguas de las minorías nacionales que se encuentran oficialmente en uso en la Provincia Autónoma de Voivodina. El Secretariado Provincial para Regulaciones, Administración y Minorías Nacionales también envía intérpretes judiciales rumanos a las cortes de distrito en Novi Sad y Pančevo.

### Administración
- (en inglés) Administration in Vojvodina
- (en rumano) Assembly of the Autonomous Province of Vojvodina
- (en rumano) Informators, contests organised by the AP of Vojvodina
- (en rumano) Provincial Secretariat for Regulations, Administration and National Minorities
- (en rumano) Provincial Secretariat for Self-Governament and Inter-Municipal Cooperation
- (en rumano) Office of the Provincial ombudsman
- (en rumano) Embasy of Romania in Serbia and Montenegro
- (en rumano) General Consulate of Romania in Vršac

### Documentos oficiales
- (en rumano) Official bulletin of the APV (enlace roto disponible en Internet Archive; véase el historial, la primera versión y la última).
- (en rumano) Statute of the APV
- (en rumano) Fundamental Law of the APV (Draft project of the fundamental law of the APV)
- (en rumano) Law on establishment of specific competencies of the Autonomous Province
- (en rumano) Decree on use of historical insignia of the Autonomous Province of Vojvodina
- (en rumano) on the flag of the Autonomous Province of Vojvodina
- (en rumano) Decision on the Provincial Ombudsman
- (en rumano) Rules of Procedure of the Assembly of the Autonomous Province of Vojvodina
- (en rumano) Law on Free Access to Information
- (en rumano) Law on the Protection of Rights and Liberties of National Minorities

### Cultura
- (en rumano) Asociaţia de Afaceri a Editorilor şi Librarilor din Voivodina
- (en rumano) Multicultural center
- (en rumano) Institute for textbooks and guiding books, Belgrade - Textbooks in the languages of the minorities

### Medios de comunicación
- (en rumano) Libertatea - weekly newspaper
- (en rumano) Radio Novi Sad
- (en rumano) Radio România Internaţional
- (en rumano) BBCRomanian.com
- (en rumano) South East European Times
- (en rumano) Radio Victoria (live over the Internet)

### Minoría rumana
- (en rumano) Campaign for the public use of the Romanian language as an official language
- (en rumano) Romanian Ethnography and Folklore Society of Vojvodina
- (en rumano) Romanians in the Serbian Banat
- (en rumano) Website on the Romanian Orthodox Church in Serbia (unofficial, not updated)

- Datos: Q6272291
- Multimedia: Romanian Orthodox Churches in Vojvodina / Q6272291